# Stazione di Monserrato Redentore
Stazione di Monserrato Redentore 2008-ban bezárt vasútállomás Olaszországban, Szardínia régióban, Monserrato településen.

## Vasútvonalak
Az állomást az alábbi vasútvonalak érintették:
- Cagliari–Isili-vasútvonal

## Kapcsolódó állomások
A vasútállomáshoz az alábbi állomások vannak a legközelebb: 